# Емельянов, Константин Александрович
Константин Александрович Емельянов (род. 20 января 1994, Краснодар) — российский пианист.

## Образование
Начал заниматься музыкой в возрасте 5 лет в Межшкольном эстетическом центре Краснодара в классе педагога Тамары Криворотовой, ещё в школьном возрасте участвовал в различных музыкальных конкурсах.
С 2009 по 2013 годы обучался в Академическом музыкальном колледже при Московской государственной консерватории им. П. И. Чайковского в классе Заслуженного учителя Российской Федерации Ольги Мечетиной.
С 2013 по 2018 годы учился в Московской государственной консерватории им. П. И. Чайковского. С 2013 по 2015 годы — класс Заслуженного артиста РСФСР, профессора Александра Мндоянца; с 2015 по 2018 годы — класс Народного артиста РСФСР, профессора Сергея Доренского, а также его ассистентов — профессоров Николая Луганского, Павла Нерсесьяна и Андрея Писарева.
В 2017—2018 годы также обучался в Фортепианной академии им. С. В. Рахманинова под руководством профессора Эпифанио Комиса в Катании (Италия).
С 2018 по 2020 годы Константин Емельянов — ассистент-стажёр Фортепианного факультета Московской государственной консерватории им. П. И. Чайковского (класс профессора Сергея Доренского и профессора Николая Луганского).

## Участие в конкурсах
Константин Емельянов является лауреатом нескольких престижных международных конкурсов: Международного конкурса молодых пианистов памяти Владимира Горовица (2012; Киев, Украина), Международного конкурса пианистов в Вероне (2017; Верона, Италия), Международного конкурса пианистов в Сучжоу (2017; Сучжоу, Китай).
В 2017 году музыкант становится обладателем I премии и Приза зрительских симпатий на Международном конкурсе пианистов им. Жан-Батиста Виотти (Верчелли, Италия). Пианист является Победителем III Всероссийского музыкального конкурса (2018; Москва). В 2019 году становится Лауреатом III премии XVI Международного конкурса им. П. И. Чайковского, а также удостоен Приза зрительских симпатий читателей журнала «Музыкальная жизнь».

## Творческая деятельность
Константин Емельянов ведет активную концертную деятельность и принимает участие в музыкальных проектах и фестивалях, среди которых Международный фестиваль «Великие сонаты XX века» в Генуе, Международный фестиваль памяти С. В. Рахманинова, фестивали «Звезды на Байкале», Alma Mater (Суздаль), International piano series в Берне (Швейцария), Фестиваль Русской культуры (Китай) и других.
С 2019 года пианист официально сотрудничает с музыкальной компанией Yamaha.

## Интервью
- Константин Емельянов: «Музыка — это невероятная материя» Архивная копия от 17 июня 2020 на Wayback Machine
- Константин Емельянов в Швейцарии: «Если не сдаваться, то результат будет!» Архивная копия от 18 сентября 2020 на Wayback Machine
- Константин Емельянов: Я переполнен эмоциями Архивная копия от 25 июня 2020 на Wayback Machine
- Эфир «Музыка в событиях». Выбор Ольги Русановой Архивная копия от 27 июня 2020 на Wayback Machine
- Константин Емельянов «Музыка — это бесконечный эволюционный процесс» Архивная копия от 8 августа 2020 на Wayback Machine
- Константин Емельянов: «Наша профессия практическая, она требует непосредственного контакта. Как у врачей»
- Константин Емельянов: А выучу-ка я целиком «Времена года» Архивная копия от 11 августа 2020 на Wayback Machine
- Константин Емельянов: искусство не быть ремесленником Архивная копия от 26 сентября 2020 на Wayback Machine